# 松平清道
松平 清道（まつだいら きよみち）は、江戸時代前期の大名。播磨国姫路新田藩主。

## 生涯
寛永11年（1634年）、大和国郡山藩主（後に播磨姫路藩初代藩主）松平忠明の次男として郡山にて誕生した。
寛永21年（1644年）3月25日に父が江戸藩邸で死去したため、その跡を継いだ兄・忠弘や幕閣らの計らい、さらに父が存命中から嘆願していたこともあって、清道に姫路藩から3万石が分与されて姫路新田藩を立藩した。しかし正保元年（1644年）12月26日に死去した。享年12。
嗣子がいるはずもなく、姫路新田藩は1年足らずで廃藩となった。